# Christer Nilson
Christer Nilson, född 28 april 1949 i Botkyrka församling, är en svensk film- och TV-producent, manusförfattare och lärare. 
Han startade GötaFilm AB 1988. Därutöver var han ordförande i Sveriges Filmproducenters Förening 2005-2008 och Adj. Professor i Filmproduktion vid Högskolan Väst.

## Producent i urval
- 2023 - Denim Hunter - långfilm- Samproduktion med Gothenburg Film Studios
- 2016-2017 - Det mest förbjudna -TV-serie
- 2015 - Pojkarna - långfilm
- 2014 - Ettor och nollor - TV-serie
- 2011 – Simon och ekarna - Samproduktion med Danmark, Norge, Tyskland och Holland
- 2011 – Jag saknar dig - Samproduktion med Finland
- 2008 – Maria Larssons eviga ögonblick - Samproduktion med Danmark, Norge, Tyskland
- 2007 – Saltön 3 (TV-serie)
- 2007 - Ciao Bella
- 2007 – Upp till kamp (TV-Serie)
- 2007 – Alarm - Samproduktion med Irland
- 2007 – Saltön 2 (TV-serie)
- 2006 – Offside
- 2005 – Repetitioner
- 2005 – Game Over - Samproduktion med Finland och England
- 2005 - Saltön (TV-serie)
- 2003 – Smala Sussie
- 2003 – Solisterna (TV-serie)
- 2003 – Detaljer - Samproduktion med Danmark, UK och Italien
- 2003 – Virus i paradiset (TV-serie) - Samproduktion med Frankrike, Island och Belgien
- 2002 - Bäst i Sverige!
- 2001 – De älskande i San Fernando - Dokumentär från Nicaragua
- 2000 - Det nya landet (TV och långfilm)
- 1995 – Sommaren
- 1993 – Konsulten
- 1992 – Sprickan
- 1991 – Under isen

Regissörer som Christer Nilson producerat för film och TV:
Suzanne Osten, Håkan Wennberg, Lennart Hjulström, Jan Josefsson, Stig Larsson, Mia Engberg, Tove Torbiörnsson, Carin Mannheimer, Monica Hirsch, Björn Runge, Kristian Petri, Jan Troell, Ulf Malmros, Carl Javér, Mårten Klingberg, Anders Grönros, Geir Hansten-Jörgensen, Mikael Marcimain, Lena Koppel, Johan Renck, Tova Magnusson, Alexandra Therese Keining, Nils Gaup mfl.

## Filmmanus
- 1993 - Konsulten (TV)